# Kanamanti
Kanamantí (Kanamanti, Kanamati, Canamanti), jedno od plemena američkih Indijanaca porodice arauan, naseljeni uz pritoke Purusa: Tapauá, Cunhuã, Pinhuã, Jacaré i Ituxi, u brazilskoj državi Amazoanas (danas na rezervatu Jarawara i općini Camaruá) i na rezervatu Rio Gregorio u državi Acre. 
Broj govornika jezika kanamanti 1986. iznosio je 130; populacija: 162 (1999). Njihovim imenom ponekad pogrešno nazivaju sodno pleme Yamamadi koji žive na rezervatima Caititu, Ig. Capaua i Inauini.